# Ізраїль на Чемпіонаті світу з водних видів спорту 2015
Ізраїль взяв участь у Чемпіонаті світу з водних видів спорту 2015, який пройшов у Казані (Росія) від 24 липня до 9 серпня.

## Плавання на відкритій воді
Двоє ізраїльських спортсменів кваліфікувалися на змагання з плавального марафону на відкритій воді.
| Спортсмен    | Дисципліна       | Час          | Місце        |
| ------------ | ---------------- | ------------ | ------------ |
| Шахар Ресман | 10 км (чоловіки) | 1:53:05.1    | 42           |
| Шахар Ресман | 25 км (чоловіки) | Не фінішував | Не фінішував |
| Ювал Сафра   | 5 км (чоловіки)  | 55:33.2      | 26           |
| Ювал Сафра   | 25 км (чоловіки) | 5:02:52.9    | 12           |
| Шай Толедано | 5 км (чоловіки)  | 56:06.0      | 34           |
| Шай Толедано | 10 км (чоловіки) | 1:56:27.9    | 53           |

## Плавання
Ізраїльські плавці виконали кваліфікаційні нормативи в дисциплінах, які наведено в таблиці (не більш як 2 плавці на одну дисципліну за часом нормативу A, і не більш як 1 плавець на одну дисципліну за часом нормативу B):
Чоловіки
| Спортсмен                                                  | Дисципліна                           | Попередній заплив | Попередній заплив | Півфінал        | Півфінал        | Фінал            | Фінал            |
| Спортсмен                                                  | Дисципліна                           | Час               | Місце             | Час             | Місце           | Час              | Місце            |
| ---------------------------------------------------------- | ------------------------------------ | ----------------- | ----------------- | --------------- | --------------- | ---------------- | ---------------- |
| Гай Барнеа                                                 | 50 м на спині                        | 25.31             | 18                | Завершив виступ | Завершив виступ | Завершив виступ  | Завершив виступ  |
| Гай Барнеа                                                 | 100 м батерфляєм                     | 53.76             | =37               | Завершив виступ | Завершив виступ | Завершив виступ  | Завершив виступ  |
| Давід Гамбург                                              | 100 м вільним стилем                 | 49.98             | 38                | Завершив виступ | Завершив виступ | Завершив виступ  | Завершив виступ  |
| Ідо Хабер                                                  | 400 м вільним стилем                 | 3:52.08 NR        | 36                | Н/Д             | Н/Д             | Завершив виступ  | Завершив виступ  |
| Ідо Хабер                                                  | 800 м вільним стилем                 | 8:07.78           | 33                | Н/Д             | Н/Д             | Завершив виступ  | Завершив виступ  |
| Ліран Коновалов                                            | 200 м вільним стилем                 | 1:49.56           | 36                | Завершив виступ | Завершив виступ | Завершив виступ  | Завершив виступ  |
| Йонатан Копелев                                            | 50 м на спині                        | 25.14             | 10 Q              | 25.04           | 11              | Завершив виступ  | Завершив виступ  |
| Гал Нево                                                   | 200 м батерфляєм                     | 1:59.45           | 27                | Завершив виступ | Завершив виступ | Завершив виступ  | Завершив виступ  |
| Гал Нево                                                   | 400 м комплексом                     | 4:17.34           | 14                | Н/Д             | Н/Д             | Завершив виступ  | Завершив виступ  |
| Яків Тумаркін                                              | 100 м на спині                       | 53.92             | 12 Q              | 53.77 NR        | 12              | Завершив виступ  | Завершив виступ  |
| Яків Тумаркін                                              | 200 м на спині                       | 1:58.64           | 17                | Завершив виступ | Завершив виступ | Завершив виступ  | Завершив виступ  |
| Яків Тумаркін                                              | 200 м комплексом                     | 1:59.97           | 14 Q              | 1:58.86         | 11              | Завершив виступ  | Завершив виступ  |
| Томер Замір                                                | 50 м батерфляєм                      | 24.49             | 37                | Завершив виступ | Завершив виступ | Завершив виступ  | Завершив виступ  |
| Ліран Коновалов Яків Тумаркін Зів Калонтаров Давід Гамбург | естафета 4x100 метрів вільним стилем | 3:18.31 NR        | 17                | Н/Д             | Н/Д             | Завершили виступ | Завершили виступ |

Жінки
| Спортсменка  | Дисципліна           | Попередній заплив | Попередній заплив | Півфінал         | Півфінал         | Фінал            | Фінал            |
| Спортсменка  | Дисципліна           | Час               | Місце             | Час              | Місце            | Час              | Місце            |
| ------------ | -------------------- | ----------------- | ----------------- | ---------------- | ---------------- | ---------------- | ---------------- |
| Аміт Іврі    | 50 м на спині        | 29.50             | 33                | Завершила виступ | Завершила виступ | Завершила виступ | Завершила виступ |
| Аміт Іврі    | 50 м брасом          | 31.39             | 20                | Завершила виступ | Завершила виступ | Завершила виступ | Завершила виступ |
| Аміт Іврі    | 100 м брасом         | 1:09.08           | 28                | Завершила виступ | Завершила виступ | Завершила виступ | Завершила виступ |
| Аміт Іврі    | 50 м батерфляєм      | 26.90             | =26               | Завершила виступ | Завершила виступ | Завершила виступ | Завершила виступ |
| Аміт Іврі    | 200 м комплексом     | 2:18.35           | 34                | Завершила виступ | Завершила виступ | Завершила виступ | Завершила виступ |
| Зохер Шіклер | 50 м вільним стилем  | 26.19             | 47                | Завершила виступ | Завершила виступ | Завершила виступ | Завершила виступ |
| Зохер Шіклер | 100 м вільним стилем | 56.84             | 43                | Завершила виступ | Завершила виступ | Завершила виступ | Завершила виступ |

## Синхронне плавання
Двоє ізраїльських спортсменок кваліфікувалися на змагання з синхронного плавання в наведених нижче дисциплінах.
| Спортсменка                          | Дисципліна              | Попередні змагання | Попередні змагання | Фінал            | Фінал            |
| Спортсменка                          | Дисципліна              | Очки               | Місце              | Очки             | Місце            |
| ------------------------------------ | ----------------------- | ------------------ | ------------------ | ---------------- | ---------------- |
| Анастасія Глушков                    | соло, технічна програма | 82.9353            | 9 Q                | 84.3204          | 10               |
| Анастасія Глушков                    | соло, довільна програма | 85.4000            | 11 Q               | 85.3000          | 11               |
| Анастасія Глушков Євгенія Тетельбаум | дует, технічна програма | 79.0927            | 20                 | Завершили виступ | Завершили виступ |
| Анастасія Глушков Євгенія Тетельбаум | дует, довільна програма | 79.8333            | 19                 | Завершили виступ | Завершили виступ |